# Not.com.mercial
not.com.mercial je třiadvacáté studiové album zpěvačky a herečky Cher, vydané v listopadu roku 2000 u Artist Direct.

## O albu
Album not.com.mercial bylo vydané exkluzivně pouze přes Cher.com a Artist Direct.
Cher napsala album v roce 1994 na semináři písničkářů, který hostil výkonný ředitel zábavy Miles Copenland III na jeho zámku ve Francii. Po návratu do Spojených států si Cher vyzvala členy orchestru talkshow Davida Lettermana, aby nahráli album. V rozhovoru s Lawrencem Ferberem Cher řekla: "Celé jsme to nahráli za 2 dny s klukama z kapely Letterman. Jednoduše jsme to nahráli doma." Po dokončení svou práci představila nahrávací společnosti, která však materiál odmítla s tím, že nebyl "komerční". Cher si uchovávala album šest let, než se ho rozhodla vydat jen prostřednictvím internetu.
Obsah alba je považován pro Cher za velmi netypický a temný. Většinu písní na tomto albu napsala sama Cher, což u ní není zvykem. Výjimkami jsou písně "Born With the Hunger" a "Classified 1A", která je upravenou verzí písně z roku 1970 a jejímž autorem byl Sonny Bono. Píseň "(The Fall) Kurt's Blues", na jejímž textu spolupracovali Pat MacDonald a Bruce Roberts, je poctou rockovému zpěvákovi Kurtu Cobainovi, který v roce 1994 spáchal sebevraždu. Žádná z písní nebyla při jakékoliv příležitosti nikdy zpívána na živo a ani o samotném albu není známo příliš mnoho informací.
Jak sama Cher v roce 2000 u příležitosti online vydání prozradila, nahrála album především pro sebe, než pro své publikum. Rozhodně se podle jejích slov nejedná o následovníka předchozího počinu "Believe". Ani sama vlastně neví, jaký je to hudební styl. Všechny písně na desce má ráda, považuje je za "své děti", ale její zcela nejoblíbenější skladbou zde je "(The Fall) Kurt's Blues". Cher neměla s albem žádné ambice, chtěla ho prostě nabídnout všem, kteří si ho mají zájem poslechnout. Proto z alba nevzešly žádné singly. Píseň "Born With The Hunger" se však o tři roky později objevila na výběrové kolekci The Very Best Of Cher.
not.com.mercial bylo dobře přijato kritiky, kteří chválili schopnosti Cher jako skladatelky. Text písně "Sisters Of Mercy" rozhněval náboženské skupiny proto, že odkazuje na jeptišky jako "dcery pekelného" a "mistryně bolesti".

## Seznam skladeb
| Pořadí | Název                     | Autor                              | Délka |
| ------ | ------------------------- | ---------------------------------- | ----- |
| 1.     | Still                     | Cher, Bruce Roberts, Bob Thiele    | 6:15  |
| 2.     | Sisters Of Mercy          | Cher, Pat MacDonald, Bruce Roberts | 5:01  |
| 3.     | Runnin'                   | Cher, Pat MacDonald, Bruce Roberts | 3:56  |
| 4.     | Born With The Hunger      | Shirley Eikhard                    | 4:05  |
| 5.     | (The Fall) Kurt's Blues   | Cher, Pat MacDonald, Bruce Roberts | 5:17  |
| 6.     | With Or Without You       | Cher                               | 3:45  |
| 7.     | Fit To Fly                | Cher, Doug Millett, Kevin Savigar  | 3:53  |
| 8.     | Disaster Cake             | Cher, Pat MacDonald, Bruce Roberts | 3:25  |
| 9.     | Our Lady Of San Francisco | Cher, Michael Garvin, Rich Wayland | 2:15  |
| 10.    | Classified 1A             | Sonny Bono                         | 2:55  |